# Reda Amalou
Pour les articles homonymes, voir Amalou (homonymie).
 (mars 2019).
 (mars 2019).
Reda Amalou, né le 12 décembre 1963, est un architecte et designer français. Il est le fondateur de l'agence d'architecture AW² Architecture Workshop à Paris et de sa marque de design Reda Amalou Design. Il est président de l’association  AFEX depuis janvier 2022.

## Biographie
Reda Amalou est diplômé de l'université de East London en Grande-Bretagne.
Après avoir travaillé durant plusieurs années comme architecte pour des agences londoniennes sur différents projets en Europe (France, Suisse...), il rejoint la France où il intègre l'agence Thurnhauer pendant quatre ans.
Il fonde en 1997 l'agence AW² Architecture Workshop à Paris puis s'associe à Stéphanie Ledoux en 2003. L'agence a été à l'origine de projets conçus et/ou construits dans 15 pays différents.
Reda Amalou collabore aussi avec des maisons de luxe et de design telles que Veronese, Baguès Paris, Roche Bobois ou encore Baccarat avec lesquelles il signe régulièrement des pièces et des collections uniques[source insuffisante],,.
En 2006, Reda Amalou est devenu membre du bureau de l'AFEX (Architectes Français à l'Export) ; en janvier 2022 il en est élu président.